# Französische Rugby-Union-Meisterschaft 1974/75
Die Saison 1974/75 war die 76. Austragung der französischen Rugby-Union-Meisterschaft (französisch Championnat de France de rugby à XV). Sie umfasste 64 Mannschaften in der ersten Division (heutige Top 14).
Die Meisterschaft begann mit der Gruppenphase, bei der in acht Gruppen je acht Mannschaften gegeneinander antraten. Jeweils die Erst- bis Viertplatzierten zogen in die Finalphase ein. Die Sechst- bis Achtplatzierten bildeten in der folgenden Saison zusammen mit den Aufsteigern aus der zweiten Division die untere Stärkeklasse. In der Finalphase folgten Sechzehntel-, Achtel-, Viertel- und Halbfinale. Im Endspiel, das am 18. Mai 1975 im Parc des Princes in Paris stattfand, trafen die zwei Halbfinalsieger aufeinander und spielten um den Bouclier de Brennus. Dabei setzte sich die AS Béziers gegen den CA Brive durch und errang zum fünften Mal den Meistertitel.

## Gruppenphase
|    | Team                 | Siege | Unent. | Ndlg. | Spiel- punkte | Diff. | Tabellen- punkte |
| -- | -------------------- | ----- | ------ | ----- | ------------- | ----- | ---------------- |
| 1. | AS Béziers           | 14    | 0      | 0     | 481:98        | + 383 | 28               |
| 2. | RC Toulon            | 7     | 0      | 7     | 160:136       | + 24  | 14               |
| 3. | Saint-Jean-de-Luz OR | 6     | 1      | 7     | 165:236       | − 71  | 13               |
| 4. | Saint-Girons SC      | 6     | 1      | 7     | 99:222        | − 123 | 13               |
| 5. | SO Chambéry          | 6     | 0      | 8     | 143:191       | − 48  | 12               |
| 6. | Castres Olympique    | 5     | 1      | 8     | 156:147       | + 9   | 11               |
| 7. | Cahors Rugby         | x     | x      | x     | 151:240       | − 89  | 11               |
| 8. | UA Gaillac           | x     | x      | x     | 113:198       | − 85  | 10               |

|    | Team                  | Siege | Unent. | Ndlg. | Spiel- punkte | Diff. | Tabellen- punkte |
| -- | --------------------- | ----- | ------ | ----- | ------------- | ----- | ---------------- |
| 1. | RC Narbonne           | 13    | 0      | 1     | 433:135       | + 298 | 26               |
| 2. | Racing Club de France | 9     | 0      | 5     | 237:171       | + 66  | 18               |
| 3. | FC Lourdes            | 9     | 0      | 5     | 188:127       | + 61  | 18               |
| 4. | Valence Sportif       | 8     | 0      | 6     | 156:125       | + 31  | 16               |
| 5. | US Montauban          | 7     | 0      | 7     | 199:193       | + 6   | 14               |
| 6. | CO Le Creusot         | 5     | 0      | 9     | 169:201       | − 32  | 10               |
| 7. | AS Saint-Médard       | 3     | 0      | 11    | 116:294       | − 178 | 6                |
| 8. | FC Grenoble           | 2     | 0      | 12    | 100:352       | − 252 | 4                |

|    | Team          | Siege | Unent. | Ndlg. | Spiel- punkte | Diff. | Tabellen- punkte |
| -- | ------------- | ----- | ------ | ----- | ------------- | ----- | ---------------- |
| 1. | CA Brive      | 12    | 1      | 1     | 356:97        | + 259 | 25               |
| 2. | CA Bègles     | 9     | 0      | 5     | 180:126       | + 54  | 18               |
| 3. | RC Vichy      | 7     | 3      | 4     | 154:125       | + 29  | 17               |
| 4. | Stade Montois | 7     | 3      | 4     | 170:169       | + 1   | 17               |
| 5. | US Marmande   | 6     | 1      | 7     | 164:207       | − 43  | 13               |
| 6. | FC Auch       | 4     | 1      | 9     | 161:219       | − 58  | 9                |
| 7. | SC Mazamet    | 3     | 1      | 10    | 126:262       | − 136 | 7                |
| 8. | RC Dijon      | 3     | 0      | 11    | 130:236       | − 106 | 6                |

|    | Team               | Siege | Unent. | Ndlg. | Spiel- punkte | Diff. | Tabellen- punkte |
| -- | ------------------ | ----- | ------ | ----- | ------------- | ----- | ---------------- |
| 1. | AS Montferrand     | 12    | 0      | 2     | 341:115       | + 226 | 24               |
| 2. | Section Paloise    | 11    | 0      | 3     | 288:147       | + 141 | 22               |
| 3. | US Bressane        | 8     | 0      | 6     | 150:107       | + 43  | 16               |
| 4. | Stade Lavelanétien | 7     | 1      | 6     | 223:175       | + 48  | 15               |
| 5. | FC Oloron          | 5     | 2      | 7     | 163:189       | − 26  | 12               |
| 6. | SC Angoulême       | 5     | 0      | 9     | 124:283       | − 159 | 10               |
| 7. | US Tyrosse         | 3     | 2      | 9     | 149:227       | − 78  | 8                |
| 8. | Stade Bordelais    | 2     | 1      | 11    | 108:303       | − 195 | 5                |

|    | Team                      | Siege | Unent. | Ndlg. | Spiel- punkte | Diff. | Tabellen- punkte |
| -- | ------------------------- | ----- | ------ | ----- | ------------- | ----- | ---------------- |
| 1. | RRC Nice                  | 11    | 2      | 1     | 272:147       | + 125 | 24               |
| 2. | Lyon OU                   | 9     | 0      | 5     | 236:183       | + 53  | 18               |
| 3. | Stade Bagnérais           | 8     | 1      | 5     | 270:164       | + 106 | 17               |
| 4. | ES Avignon Saint-Saturnin | 7     | 2      | 5     | 164:172       | − 8   | 16               |
| 5. | Biarritz Olympique        | 7     | 1      | 6     | 226:120       | + 106 | 15               |
| 6. | SC Graulhet               | 7     | 0      | 7     | 190:135       | + 55  | 14               |
| 7. | US Carmaux                | 2     | 1      | 11    | 107:314       | − 207 | 5                |
| 8. | RC Châteaurenard          | 1     | 1      | 12    | 88:318        | − 230 | 3                |

|    | Team                | Siege | Unent. | Ndlg. | Spiel- punkte | Diff. | Tabellen- punkte |
| -- | ------------------- | ----- | ------ | ----- | ------------- | ----- | ---------------- |
| 1. | Stadoceste Tarbais  | 10    | 0      | 4     | 283:108       | + 175 | 20               |
| 2. | Stade Aurillacois   | 10    | 0      | 4     | 265:127       | + 138 | 20               |
| 3. | Aviron Bayonnais    | 8     | 1      | 5     | 209:145       | + 64  | 17               |
| 4. | Stade Montchaninois | 7     | 1      | 6     | 158:156       | + 2   | 15               |
| 5. | CA Périgueux        | 7     | 0      | 7     | 145:170       | − 25  | 14               |
| 6. | FC Saint-Claude     | 4     | 2      | 8     | 112:176       | − 64  | 10               |
| 7. | SC Albi             | 4     | 2      | 8     | 171:266       | − 95  | 10               |
| 8. | US Oyonnax          | 3     | 0      | 11    | 68:263        | − 195 | 6                |

|    | Team                | Siege | Unent. | Ndlg. | Spiel- punkte | Diff. | Tabellen- punkte |
| -- | ------------------- | ----- | ------ | ----- | ------------- | ----- | ---------------- |
| 1. | La Voulte Sportif   | 11    | 0      | 3     | 237:122       | + 115 | 22               |
| 2. | USA Perpignan       | 10    | 1      | 3     | 295:95        | + 200 | 21               |
| 3. | AS Mérignac         | 8     | 0      | 6     | 177:168       | + 9   | 16               |
| 4. | Stade Rochelais     | 7     | 1      | 6     | 177:136       | + 41  | 15               |
| 5. | CS Bourgoin-Jallieu | 6     | 1      | 7     | 205:259       | − 54  | 13               |
| 6. | Stade Beaumontois   | 6     | 0      | 8     | 158:185       | − 27  | 12               |
| 7. | US Bergerac         | 4     | 0      | 10    | 119:282       | − 163 | 8                |
| 8. | US Salles           | 2     | 1      | 11    | 88:209        | − 121 | 5                |

|    | Team              | Siege | Unent. | Ndlg. | Spiel- punkte | Diff. | Tabellen- punkte |
| -- | ----------------- | ----- | ------ | ----- | ------------- | ----- | ---------------- |
| 1. | SU Agen           | 10    | 1      | 3     | 362:89        | + 273 | 21               |
| 2. | US Dax            | 10    | 1      | 3     | 290:101       | + 189 | 21               |
| 3. | Stade Toulousain  | 9     | 2      | 3     | 173:151       | + 22  | 20               |
| 4. | US Romans         | 8     | 2      | 4     | 211:156       | + 55  | 18               |
| 5. | SC Tulle          | 5     | 1      | 8     | 193:201       | − 8   | 11               |
| 6. | Boucau Stade      | 5     | 0      | 9     | 106:306       | − 200 | 10               |
| 7. | CA Castelsarrasin | 2     | 2      | 10    | 109:265       | − 156 | 6                |
| 8. | US Quillan        | 2     | 1      | 11    | 107:282       | − 175 | 5                |

## Finalphase

### 1/16-Finale
| Datum         | Begegnung                                      | Ergebnis |
| ------------- | ---------------------------------------------- | -------- |
| 23. März 1975 | AS Béziers – Saint-Girons SC                   | 25:06    |
| 23. März 1975 | RC Toulon – Stade Toulousain                   | 16:09    |
| 23. März 1975 | Stadoceste Tarbais – US Romans                 | 19:15    |
| 23. März 1975 | Section Paloise – Saint-Jean-de-Luz OR         | 20:04    |
| 23. März 1975 | AS Montferrand – Stade Rochelais               | 14:06    |
| 23. März 1975 | Racing Club de France – Stade Montois          | 40:0     |
| 23. März 1975 | RRC Nice – ES Avignon Saint-Saturnin           | 06:15    |
| 23. März 1975 | Stade Aurillacois – Aviron Bayonnais           | 20:06    |
| 23. März 1975 | CA Brive – Stade Montchaninois                 | 04:0     |
| 23. März 1975 | CA Bègles – Stade Bagnérais                    | 03:09    |
| 23. März 1975 | La Voulte Sportif – FC Lourdes                 | 10:19    |
| 23. März 1975 | US Dax – US Bressane                           | 10:06    |
| 23. März 1975 | RC Narbonne – Stade Lavelanétien               | 09:03    |
| 23. März 1975 | Lyon Olympique Universitaire – Valence Sportif | 21:04    |
| 23. März 1975 | SU Agen – RC Vichy                             | 17:09    |
| 23. März 1975 | USA Perpignan – AS Mérignac                    | 19:0     |

### Achtelfinale
| Datum          | Begegnung                                     | Ergebnis |
| -------------- | --------------------------------------------- | -------- |
| 13. April 1975 | AS Béziers – RC Toulon                        | 13:07    |
| 13. April 1975 | Stadoceste Tarbais – Section Paloise          | 11:03    |
| 13. April 1975 | AS Montferrand – Racing Club de France        | 04:07    |
| 13. April 1975 | ES Avignon Saint-Saturnin – Stade Aurillacois | 06:0     |
| 13. April 1975 | CA Brive – Stade Bagnérais                    | 35:13    |
| 13. April 1975 | FC Lourdes – US Dax                           | 35:13    |
| 13. April 1975 | RC Narbonne – Lyon Olympique Universitaire    | 14:09    |
| 13. April 1975 | SU Agen – USA Perpignan                       | 14:09    |

### Viertelfinale
| Datum          | Begegnung                                         | Ergebnis |
| -------------- | ------------------------------------------------- | -------- |
| 27. April 1975 | AS Béziers – Stadoceste Tarbais                   | 19:04    |
| 27. April 1975 | Racing Club de France – ES Avignon Saint-Saturnin | 18:07    |
| 27. April 1975 | CA Brive – US Dax                                 | 14:09    |
| 27. April 1975 | RC Narbonne – SU Agen                             | 09:06    |

### Halbfinale
| Datum       | Begegnung                          | Ergebnis |
| ----------- | ---------------------------------- | -------- |
| 4. Mai 1975 | AS Béziers – Racing Club de France | 16:03    |
| 4. Mai 1975 | CA Brive – RC Narbonne             | 20:13    |

### Finale
| 18. Mai 1975 | AS Béziers                                    | 13 : 12       | CA Brive                                                                   | Parc des Princes, Paris Zuschauer: 39.991 Schiedsrichter: Jacques Saint-Guilhem |
| 18. Mai 1975 | Versuche: Séguier (1) Straftritte: Cabrol (3) | (6:3) Bericht | Versuche: Pebeyre (1) Erhöhungen: Puidebois (1) Straftritte: Puidebois (2) | Parc des Princes, Paris Zuschauer: 39.991 Schiedsrichter: Jacques Saint-Guilhem |

Aufstellungen
AS Béziers:

Startaufstellung: Richard Astre, Henri Cabrol, Jack Cantoni, Claude Casamidjana, Gabriel Cosentino, Alain Estève, Alain Paco, Michel Palmié, Jean-Pierre Pesteil, Christian Prax, Gérard Rousset, Olivier Saïsset, René Séguier, Georges Senal, Armand Vaquerin

Auswechselspieler: Gérard Lavagne
CA Brive:

Startaufstellung: Christian Badin, Jacques Coq, Jean-Pierre Dales, Roger Fite, Jean-Jacques Gourdy, Jean-Luc Joinel, Patrick Louchart, Gérard Magnac, Alain Marot, Serge Pasquier, Michel Pebeyre, Jean-Pierre Puidebois, Jean-Claude Roques, Jean-Claude Rossignol, Michel Yachvili

Auswechselspieler: Pierre Balineau, Frédéric Desnoyer